# Уинстън-Сейлъм
Уинстън-Сейлъм (на английски: Winston-Salem) е град в щата Северна Каролина, САЩ. Населението му е 244 605 жители (по приблизителна оценка от 2017 г.), което го прави 4-тия по население град в щата. Разположен е на 295,7 метра н.в. Консолидиран е като общ град с това име през 1913 година. Към 2010 г. кмет му е Алън Джоунс от Демократическата партия.